# Эллекесеёган
Эллекесеёган — река в России, протекает в Ханты-Мансийском АО. Устье реки находится в 28 км по правому берегу реки Локонтоёгана. Длина реки составляет 15 км. Населённых пунктов на реке нет.

## Данные водного реестра
По данным государственного водного реестра России относится к Верхнеобскому бассейновому округу, водохозяйственный участок реки — Вах, речной подбассейн реки — бассейн притоков (Верхней) Оби от Васюгана до Ваха. Речной бассейн реки — (Верхняя) Обь до впадения Иртыша.
Код объекта в государственном водном реестре — 13011000112115200038422.